# Isabelle Gélinas

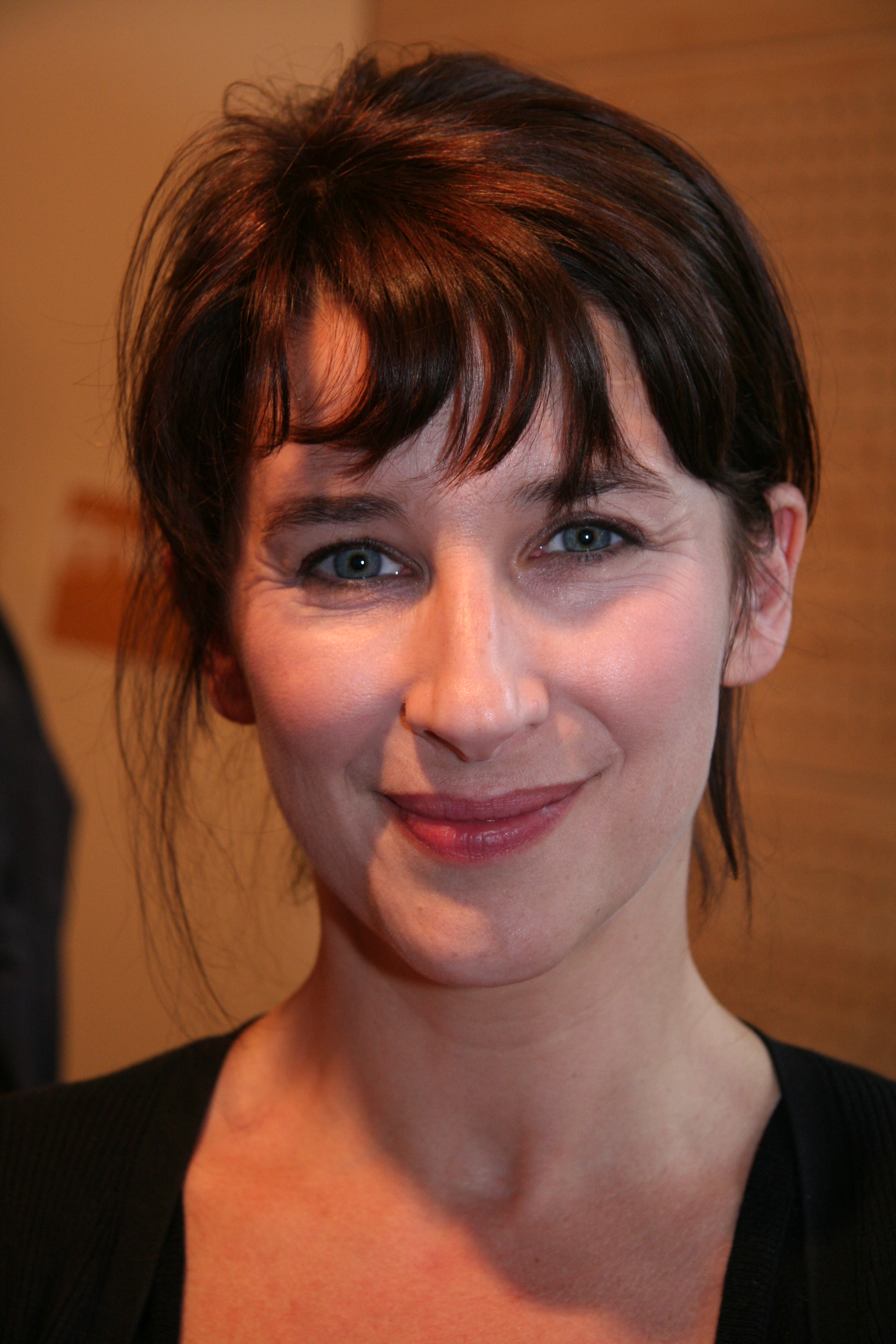
Isabelle Gélinas 2007

Isabelle Gélinas (* 13. Oktober 1963 in Montreal) ist eine  kanadisch-französische Schauspielerin.

## Leben
Isabelle Gélinas studierte sowohl am Cours Florent als auch am Conservatoire national supérieur d’art dramatique Schauspiel. Dabei wurde sie unter anderem von Pierre Vial, Daniel Mesguich und Michel Bouquet unterrichtet. Anschließend spielte sie Theater und debütierte in dem 1985 ausgestrahlten Fernsehfilm La Dixième de Beethoven, einer Verfilmung des von Peter Ustinov geschriebenen Theaterstücks Beethovens Zehnte, als Filmschauspielerin. Anschließend wirkte sie als Viviane in Philippe de Brocas Historienfilm Chouans! – Revolution und Leidenschaft in ihrem ersten Kinofilm mit. Für ihre dritte Filmrolle in Patrice Ambards Drama Suivez cet avion war sie 1990 als beste Nachwuchsdarstellerin für einen César nominiert.

## Filmografie (Auswahl)
- 1985: La Dixième de Beethoven
- 1988: Chouans! – Revolution und Leidenschaft (Chouans!)
- 1989: Suivez cet avion
- 1991: Glühender Himmel (Mountain of Diamonds)
- 1993: Die Kindheit des Sonnenkönigs (Louis, enfant roi)
- 1997: Didier
- 1998: Tout baigné !
- 1998: Paparazzi – Fotos um jeden Preis (Paparazzi)
- 2000: Les gens en maillot de bain
- 2005: Tiefschläge (Frappes interdites)
- 2007–2017: Fais pas ci, fais pas ca ça (Fernsehserie, 68 Folgen)
- 2009: Almasty – Die Spur des Schneemenschen (Almasty, la dernière expédition)
- 2010: Die Kinder von Paris (La rafle)
- 2012: Paradies und zurück (Paradis amers)
- 2013: Der Vater (Le père)
- 2015: La vie très privée de Monsieur Sim
- 2015: Unter Freunden (Entre amis)

## Auszeichnung (Auswahl)
- César 1990: Nominierung als beste Nachwuchsdarstellerin für Suivez cet avion